# 黎達達榮
黎達達榮，原名黎達榮，跨媒體創作人，香港重要獨立創作人之一。從事漫畫創作廿多年，1995年出版首本漫畫《慢慢豬‧凸凸交》；至今出版作品達廿多部。2008及2011年兩度應邀出席歐洲最大型的漫畫節 - 法國安古蘭國際漫畫節（Festival international de la bande dessinee d'Angouleme）。
除漫畫創作外，黎達達榮亦致力兒童及青少年的藝術教育工作，主持漫畫興趣班及創意工作坊。黎氏亦為流行歌手設計動畫，作品見於黃耀明、何韻詩之音樂影片，並為劇場演出作舞蹈編排，作品包括：《七舊飯》、《各位同志晚安》、《舞照跳97》及香港藝術節節目《人見人愛》。

## 背景
黎達榮自小於香港島華富邨成長，有兩名胞兄、一名胞姊，父親是金工技師。
黎達榮畢業於廣悅堂基悅小學。在校時以美術科的成績較好，為前新聞主播蘇凌峰的學生（當時蘇凌峰為學校的訓導主任）。他之後入讀堅道明愛夜校。早上在一間文具包裝公司設計輸往歐洲發售的筆盒花紋圖案，晚上上學。他在香港中學會考只取得2分的成績，僅中文科及數學科及格。中學畢業後，黎達榮在一間菲林公司任職沖印服務員。其後在1990至1993年期間，到大一設計學院修讀設計課程。他完成課程後，在一間設計公司負責設計中國內地的月餅盒 、鮑魚罐等包裝。至1995年推出首本漫畫《慢慢豬‧凸凸交》始嶄露頭角，成為知名的漫畫家。

## 筆名由來
黎達榮首本漫畫《慢慢豬，凸凸交》是以格仔形式為封面，但書名和作者姓名差一格才夠一行，因而在名字加多一個「達」字，成「黎達達榮」。

## 藝術教育工作
黎達榮曾擔任本地多個院校、教育機構、藝術教育計畫的藝術課程設計及導師，包括牛棚書院「夏季課程」（2001）、香港演藝學院「視覺藝術課程」（2002）、香港兆基創意書院「創意專業導向課程 (校本課程）設計與視覺傳意」（2005-2006）及暑期漫畫課程（2015）、愛信望慈善基金會「陽光計畫」創意營課程（2008）、YMCArts「創意圖文及漫畫課程」（2011至今）。
黎達達榮九十年代起參與進念‧二十面體劇場創作及藝術教育工作，擔任工作坊設計、導師及實習生指導，包括「黑箱作業」藝術教育計畫、「多媒體戲劇教育計畫」、「國民藝術教育計畫-藝術與設計系列」、「天天向上」社區校園創意拓展計畫。黎達達榮現為進念‧二十面體駐團藝術家。

## 獲獎
2018年，憑作品《The Pork Chops Inferno 十八樓燒肉》獲日本外務省頒發日本國際漫畫赏「優秀賞 Silver Award（银獎）」（从331件参赛作品中，选出1个 Gold Award，3个 Silver Award）。歷屆在日本國際漫畫赏獲獎的香港漫畫家包括有 Gold Award：李志清、劉雲傑； Silver Award：欧启斯（KAI）、黎達達榮；Bronze Award：Joey Hanma、司徒劍僑、戴慶賢、鄭健和、馮志明、麥天傑。《十八樓燒肉》是黎達達榮第24部自資出版作品，於2017年發行，內容靈感來自等巴士時看見上班族，從一黑一白的西裝想起黑白無常，地獄故事由此展開。

## 漫畫著作
1. 《慢慢豬‧凸凸交 - Picking Up A Pig Tale》1995
2. 《木積積‧中中值 - Woody Woody Wood》1997
3. 《笑笑雞‧磨磨沙 - Laughing Laughing Chick Chick》1997
4. 《彈彈蝦‧高高甩 - Jumping The HA》1997
5. 《得得意‧恐恐怖 - Horribly Horror》1998
6. 《動物園台灣出巡 - A Parading Zoo In Taiwan》1999
7. 《青春耳鼻喉 - Three Senses of Youth》part one - 1999
8. 《魔笛 - The Magic Flute》1999
9. 《咆哮脂肪 - Far From Frustration》2000
10. 《毒雞湯 - Poisoning The Chicken Soup》2000
11. 《港島線 - Stand Behind The Island Line》2001
12. 《青春耳鼻喉2》2001
13. 《青春耳鼻喉 - Three Senses of Youth》part two- 2002
14. 《青蛙腸胃炎 - Of The Frog》2002
15. 《耀眼花生 Shining Peanuts》2002
16. 《男女關係》2004
17. 《十八相送 - 18 times of goodbye》2005
18. 《龍虎門徒 - Twinkle Twinkle Twinkle little star》2005
19. 《功夫木積積》2006
20. 《籃球像你》2007
21. 《早餐派》2007
22. 《東宮西宮》2008[8]
23. 《木積積》2009
24. 《十八樓燒肉 - The Pork Chops Inferno》2017
25. 《十七樓叉燒 - The Meatballs Inferno》2018
26. 《十八樓燒肉多汁滴油版 - The Pork Chops Inferno Deluxe Juicy Extended Mix》2019
27. 《十六樓油雞 - The Cupcakes Inferno》2019
28. 《木積積・肥嘟嘟・全全集》2019
29. 《青春耳鼻喉1234》2020